# Ardah
L'ardah (in arabo: العرضة; al-'arḍah) è un tipo di danza popolare della Penisola arabica. 
La danza viene eseguita con due file di uomini una di fronte all'altra, ognuno dei quali può o meno impugnare una spada, ed è accompagnata da tamburi e poesie cantate. 

## Storia
In origine, l'ardah veniva eseguita solo dagli uomini delle tribù della regione centrale della penisola, conosciuta come Nechd prima dell'inizio della guerra. Il suo riconoscimento oggi si basa sulla sua pratica durante festival, matrimoni ed eventi nazionali e culturali per persone di tutte le tribù. Attualmente esistono diverse versioni dell'ardah in tutta la penisola arabica. Insieme al mizmar e allo yowlah, l'ardah è diventata una delle principali rappresentazioni del Medio Oriente che vengono presentate in cerimonie ed eventi, in generale, nei rapporti con la società araba. Durante l'esecuzione della danza si ripetono alcuni versi e canti, seguiti dal sollevamento delle spade dei ballerini, che le sorreggono con la mano destra o sinistra (si può inclinare solo un lato) facendo diversi passi in avanti.

## Diffusione
Si ritiene che il termine ardah sia una derivazione del verbo arabo ard, che significa "mostrare" o "fermare". È così chiamato perché il suo obiettivo era mostrare pubblicamente la forza combattiva di una tribù e sollevare il morale prima di uno scontro armato. Oggi, tuttavia, esistono variazioni regionali riguardo la particolare interpretazione della danza stessa. 
L'ardha è diffuso in Qatar ed è caratterizzata dalla tradizione danza della spada. Il najdi ardah, invece, è la variante più comune dell'ardah in Arabia Saudita. È anche la danza popolare nazionale maschile più praticata. Il governo saudita ha cambiato il suo nome in Arabia Ardah nel XXI secolo. Tuttavia, esistono numerose varianti diverse di ardah e anche il najdi ardah è molto diversificato nel paese. Le regioni in cui è più frequentemente praticata sono le province di Najran, Asir e Jizan, tutte situate nell'estremo sud dell'Arabia Saudita. 

## Riconoscimenti
Nel dicembre 2015, l'ardah è stata inserita nell'elenco del Patrimonio culturale immateriale dell'umanità dell'UNESCO.